# Leo T

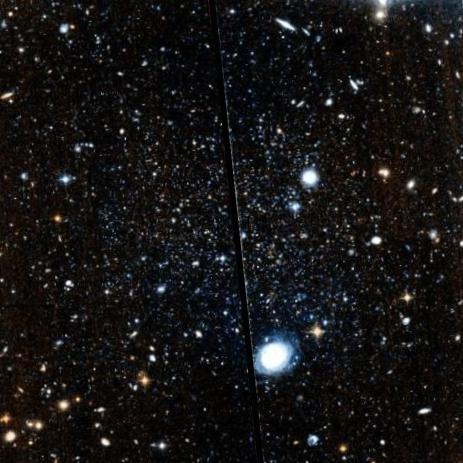
Galáxia Leo T.

Leo T é uma galáxia anã situada na constelação de Leo que descoberta em 2006 os dados obtidos pelo Sloan Digital Sky Survey. A galáxia está localizada a uma distância de cerca de 420 kpc do Sol e se afasta do Sol com a velocidade de cerca de 35 km/s. A velocidade em relação à Via Láctea é de cerca de -60 km/s. Leo T é classificado como um objeto transicional ('T' no nome) entre as galáxias anãs esferoidais (dSph) e as galáxias irregulares anãs (Dirr). Seu raio de meia-luz é de cerca de 180 pc.